# Russellville (Alabama)
 Russellville és una població dels Estats Units a l'estat d'Alabama. Segons el cens del 2000 tenia 8.971 habitants.

## Demografia
Segons el cens del 2000, Russellville tenia 8.971 habitants, 3.556 habitatges, i 2.364 famílies La densitat de població era de 261,8 habitants/km².
Dels 3.556 habitatges en un 30,6% hi vivien nens de menys de 18 anys, en un 50,9% hi vivien parelles casades, en un 12,6% dones solteres, i en un 33,5% no eren unitats familiars. En el 30,8% dels habitatges hi vivien persones soles el 16% de les quals corresponia a persones de 65 anys o més que vivien soles. El nombre mitjà de persones vivint en cada habitatge era de 2,44 i el nombre mitjà de persones que vivien en cada família era de 3,03.
Per edats la població es repartia de la següent manera: un 24,2% tenia menys de 18 anys, un 9,8% entre 18 i 24, un 26,5% entre 25 i 44, un 21,6% de 45 a 60 i un 17,9% 65 anys o més.
L'edat mediana era de 37 anys. Per cada 100 dones hi havia 85,3 homes. Per cada 100 dones de 18 o més anys hi havia 85,3 homes.
La renda mediana per habitatge era de 25.333 $ i la renda mediana per família de 35.799 $. Els homes tenien una renda mediana de 27.238 $ mentre que les dones 18.551 $. La renda per capita de la població era de 14.871 $. Aproximadament el 16,7% de les famílies i el 22,2% de la població estaven per davall del llindar de pobresa.

## Poblacions més properes
El següent diagrama mostra les poblacions més properes.